# Christa Gebhardt
Christa Gebhardt (geb. 27. August 1943 in Breslau, aufgewachsen in Görlitz) ist eine aktive Tischtennisspielerin in Dresden und ehemalige deutsche Behindertensportlerin.

## Werdegang
Christa Gebhardt stammt aus Görlitz und ist schwerbehindert. Da sie trotz dieses Handicaps Leistungssport betreiben wollte, spielte sie auch bei Sportgemeinschaft Versehrte Dresden e. V.  Tischtennis, sowohl in den Einzelwettbewerben als auch in der Mannschaft. Als 5-fache DDR-Meisterin knüpfte sie an diese Erfolge nahtlos ab 1990 in der BRD an. Insgesamt wurde sie von 1991 bis 1996 9× Deutsche Meisterin (5× Einzel, 4× Doppel). Sie wurde in die Nationalmannschaft berufen und nahm ab 1991 erfolgreich an internationalen Wettkämpfen teil. 1991 wurde sie im Dameneinzel bei den Europameisterschaften Zweite und damit Gewinnerin der Silbermedaille. in der offenen Klasse und der Mannschaft kamen zwei Bronzemedaillen dazu.
Mit der Deutschen Behindertensportnationalmannschaft nahm sie an den Paralympischen Sommerspielen 1992 in Barcelona teil, bei der sie mit der Mannschaft eine Bronzemedaille gewann.
Bei den Europameisterschaften 1995 in Dänemark war sie wieder dabei und gewann sowohl im Einzel wie auch im Doppel je eine Silbermedaille.
1996 nahm sie erneut an den Paralympischen Sommerspielen teil, allerdings ohne einen Medaillenplatz zu erreichen.
Für den Gewinn der Bronzemedaille bei den Paralympischen Sommerspielen 1992 wurde sie – wie alle deutschen Medaillengewinner – 1993 von Bundespräsident Richard von Weizsäcker  mit dem Silbernen Lorbeerblatt ausgezeichnet. Es handelte sich um die erste Veranstaltung, bei der behinderte und nichtbehinderte Sportler gemeinsam geehrt wurden.
Christa Gebhardt wohnt seit 1970 in Pirna und wurde 1992 Sportlerin des Jahres von Pirna und 1997 zur Sportlerin des Jahres Dresdens gewählt.
Nach den Paralympics 1996 in Atlanta beendete Christa Gebhardt wegen bevorstehender Operationen ihre paralympische Karriere, spielte aber sehr erfolgreich im Verein (SV Dresden-Mitte 1950) weiter und errang mehrere Medaillen bei Europa- und Weltmeisterschaften der TT-Senioren.